# Alice Borchardt
Alice Borchardt (6 octobre 1939 - 24 juillet 2007) est une écrivaine américaine de romances historiques et de romances paranormales. Elle est la sœur d'Anne Rice et la tante de Christopher Rice.
Alice Borchardt passe son enfance avec sa sœur à La Nouvelle-Orléans. Elle était infirmière, et elle nourrissait aussi un profond intérêt aux périodes peu connues de l'Histoire.

## Biographie
Alice Borchardt naît Alice O'Brien le 6 octobre 1939 à La Nouvelle-Orléans. Elle fait partie d'une famille de cinq sœurs. Son père, Howard, un postier, l'aide à demander sa première carte d'adhésion à une bibliothèque à l'âge de 7 ans. « C'était le meilleur cadeau que j'ai jamais reçu », dit-elle dans une interview en 1999.
Sa mère, Katherine, est une féministe qui l'entraîne à poursuivre ses objectifs de carrière. La famille O'Brien déménage à Richardson au Texas quand Alice est adolescente. Elle commence sa carrière d'infirmière à Houston, où elle rencontre son mari.
Après avoir travaillé 30 ans comme infirmière, elle dut faire face à une réduction de personnel dans l'hôpital qui l'employait. Sa sœur Anne Rice l'encouragea à écrire et l'aida à trouver un agent. Elle écrivit les introductions de plusieurs de ses livres.
Alice Borchardt meurt le 25 juillet 2007, à l'âge de 67 ans,.

## Carrière littéraire
Elle avait plus de 50 ans quand le premier de ses sept romans, Devoted, a été publié en 1995. Elle est peut-être la plus connue en ce qui concerne la trilogie de loups-garous dans la Rome médiévale. Dans The Silver Wolf, Night of the Wolf et The Wolf King, l'orpheline Regeane et l'aristocrate Maeniel, sont tous deux mi-homme mi-loup, et rivalisent avec l'intimidation des chefs, ils combattent les empereurs et les interventions surnaturelles. Le dernier livre de la série a été publié en 2001.

### Série Legends of the Wolves
1. (en) The Silver Wolf, 1998Inédit en France
2. (en) Night of the Wolf, 1999Inédit en France
3. (en) The Wolf King, 2001Inédit en France

### Série The Tales of Guinevere
1. (en) The Dragon Queen, 2001Inédit en France
2. (en) The Raven Warrior, 2003Inédit en France

## Récompenses

### Nominations
- En 1998, Reviewer's Choice Award du meilleur roman d'amour paranormal, du magazine Romantic Times, pour The Silver Wolf[4].
- En 2001, Reviewer's Choice Award du meilleur roman d'amour historique, du magazine Romantic Times, pour The Dragon Queen[4].

### Prix
- En 1997, Reviewer's Choice Award du meilleur roman historique, du magazine Romantic Times, pour

Beguiled.